# The Bottom
The Bottom (originalmente en neerlandés: Botte) es la ciudad principal y capital de la isla de Saba. Es la primera parada en el camino hasta la carretera de Puerto Saba en Fort Bay. El sitio también está vinculada por carretera a otros pueblos de la isla, siendo St. Johns (San Juan) el más cercano. Cuenta con 495 habitantes (del total de 1424 isleños).
La ciudad fue fundada sobre un antiguo cráter vulcanológico. Es la sede de entre otras cosas, de las oficinas del gobierno, un hospital, un asilo de ancianos y de la Escuela Universitaria de Medicina de Saba (Saba University School of Medicine).
La Oficina Ejecutiva del gobierno insular y la Casa del Teniente Gobernador se encuentran en esta ciudad, en 1970 el edificio de madera vieja del gobernador de 1966 es sustituido debido al deteterio de la madera al punto que tuvo que ser demolido. La antigua casa de huéspedes del siglo XIX del gobernador es ahora un hotel. Hay además una estación de policía.
El pueblo tiene tres iglesias, en primer lugar la iglesia anglicana Christ Church (Iglesia de Cristo) que es desde 1777 el edificio más antiguo de Saba. Las otras dos iglesias son la iglesia católica del Sagrado Corazón (Sacred Heart Church) construida en 1877 y la Iglesia Metodista de la Santidad (Wesleyan Holiness Church) construida en 1919, y seriamente afectada por un huracán en 1995.
Debido a la lejanía de la isla de Saba en el pasado recibió mucho apoyo desde el exterior. Con el dinero neerlandés fue construido en 1935 el parque Guillermina, que alberga un quiosco de planta octogonal y es un punto de encuentro. Recientemente, en 1972 se construyó una pequeña fábrica de serigrafía con el apoyo de los Países Bajos y la ONU para satisfacer las necesidades de subsistencia de sus habitantes.

## Historia
La ciudad fue fundada en 1632 por colonos procedentes de Zelandia. Le dieron el nombre de Botte, una antigua palabra neerlandesa para referirse a una ‘taza’. El nombre hace alusión a su ubicación en un valle relativamente plana rodeada de altos acantilados.
The Bottom es una palabra derivada en inglés de este nombre. Al contrario de lo que su nombre sugiere, la ciudad está a unos 220 m s. n. m..
Pronto, los primeros pobladores zelandeses fueron superados en número por los marineros y piratas de Irlanda y Escocia, por un lado, y por los esclavos africanos del otro. La isla se volvió tan anglófona que el nombre en inglés (The Bottom) se convirtió en el más común.

## Geografía
The Bottom está localizada geográficamente entre los 17° 38’ N y los 63° 15’ W, está a una altitud de 7 m s. n. m. Tiene una población de aproximadamente 495 habitantes (en 2006).

## Idiomas
Los habitantes generalmente hablan neerlandés, por ser colonizada por tales y depender del Reino de los Países Bajos.
También se pueden encontrar personas que dominan el español, gracias a sus cercanías con países hispanos como Venezuela y Colombia.
También se hablan lenguas nativas como el papiamento, lengua oficial en toda la isla de Saba y en casi todas las Antillas Menores, como Aruba, Curaçao y Bonaire.
- Datos: Q475718
- Multimedia: The Bottom / Q475718